# Кастель-Сант-Анджело
Кастель-Сант-Анджело (итал. Castel Sant'Angelo) — коммуна в Италии, располагается в регионе Лацио, в провинции Риети.
Население составляет 1237 человек (2008 г.), плотность населения составляет 40 чел./км². Занимает площадь 31 км². Почтовый индекс — 2010. Телефонный код — 0746.
Покровителем коммуны почитается святой Власий Севастийский, празднование в первое воскресение февраля.

## Демография
Динамика населения:

## Администрация коммуны
- Официальный сайт: http://www.comune.castelsantangelo.ri.it/